# Cratere Zaranj
Zaranj  è un cratere sulla superficie di Marte.